# Sminthopsis dolichura
Sminthopsis dolichura es una especie de marsupial dasiuromorfo de la familia Dasyuridae propia de Australia.
Mide de 150 a 200 mm del hocico a la cola: de 50 a 65 del hocico al ano, más una cola de 85 a 105. Las patas posteriores miden de 16 a 17 mm; y las orejas, de 17 a 19. El peso es de unos 12 gramos.

## Hábitat y distribución
Hay dos áreas separadas, pero no ha sido identificada subespecie: 
- La  primera zona se encuentra en Australia Occidental, y se sitúa en el norte de Golfield y en el interior de Geraldton, en la costa noroeste, en la costa suroeste y en la meseta occidental.

- La población que habita en Australia Meridional vive en las zonas costeras de la Gran bahía australiana y la Llanura de Nullarbor, y en la Península de Eyre, al oeste de Port Augusta.

Este animal suele vivir en bosques secos o semiáridos, y en zonas de matorrales.

## Galería de imágenes

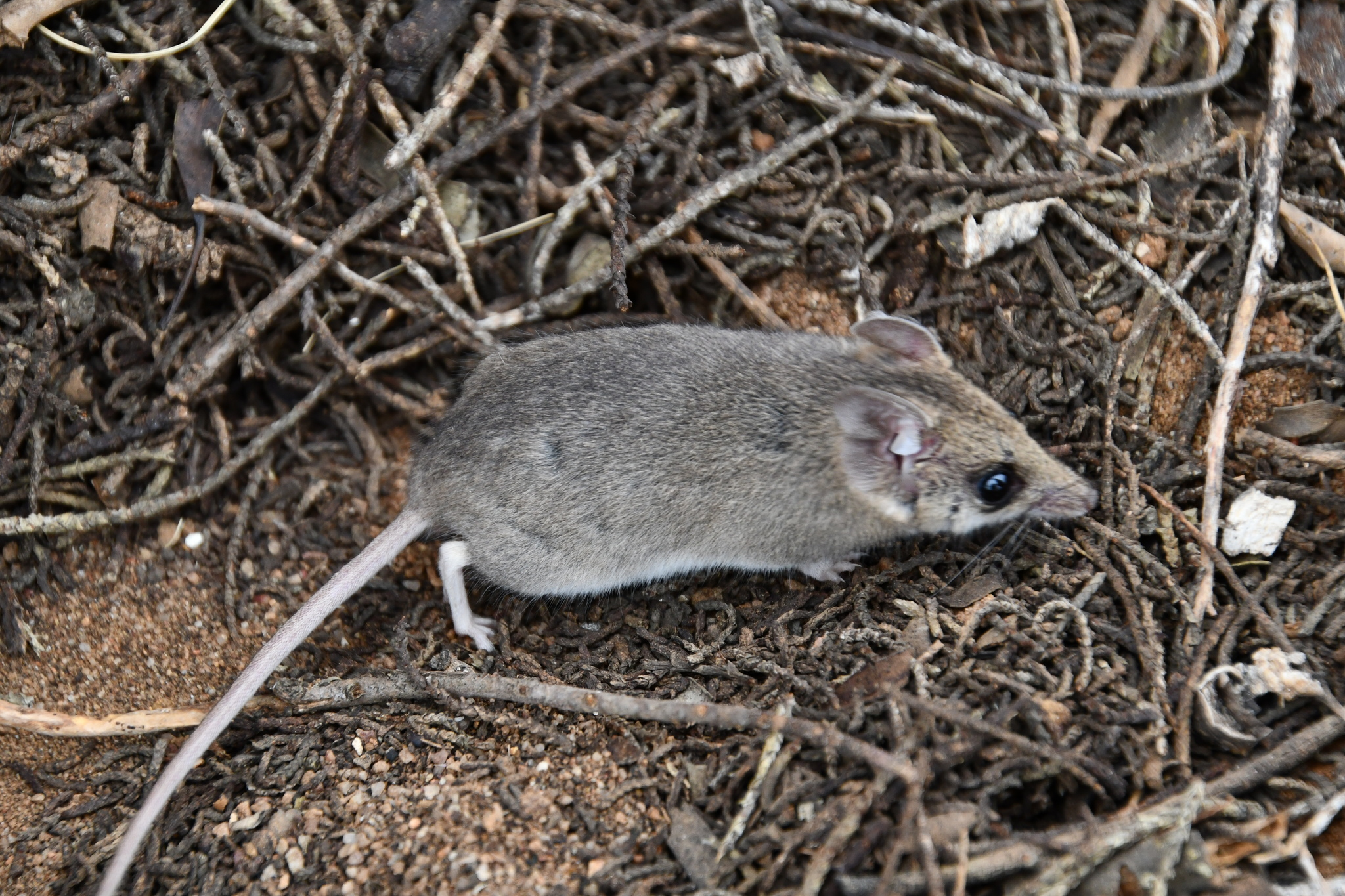
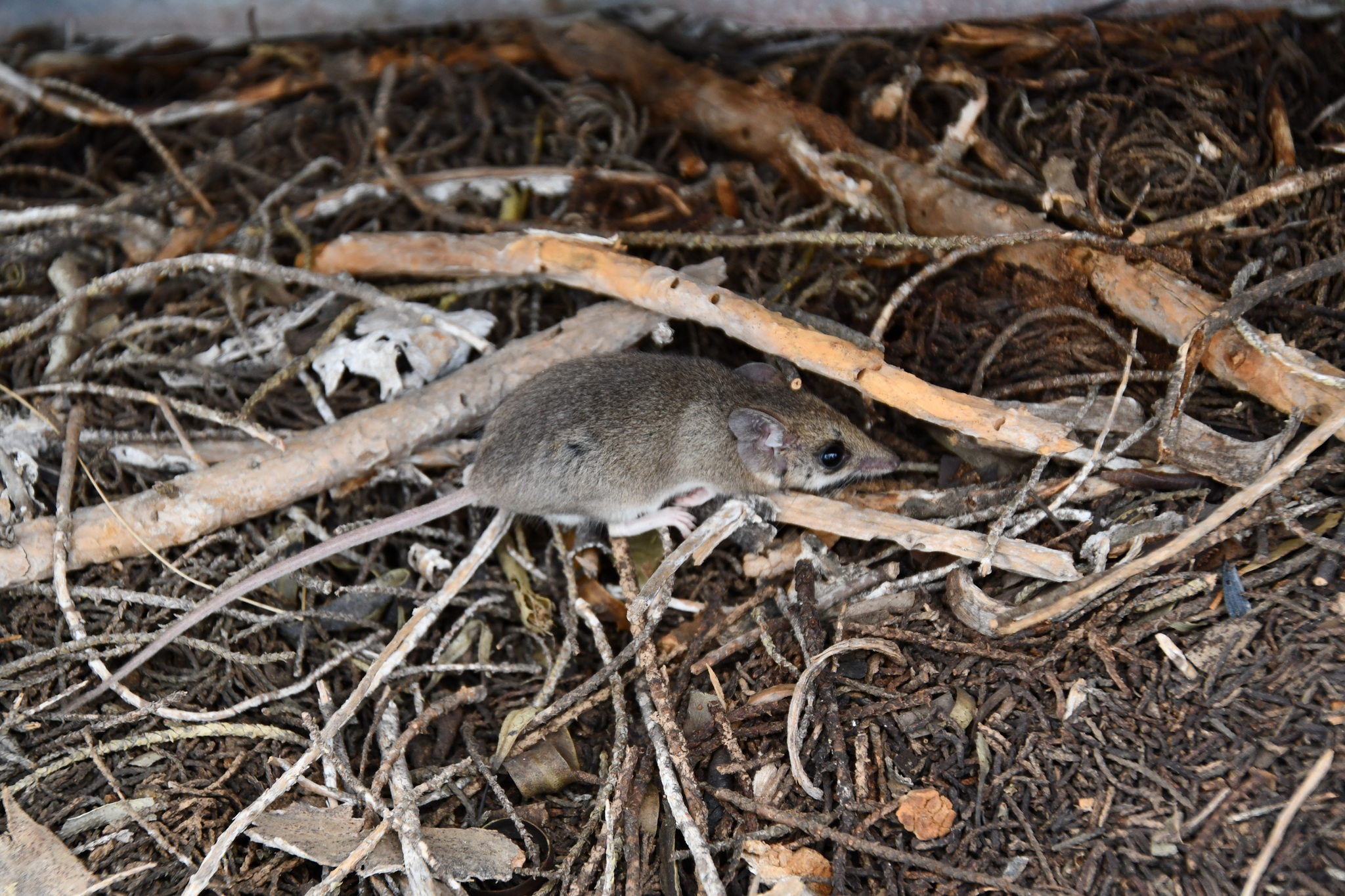
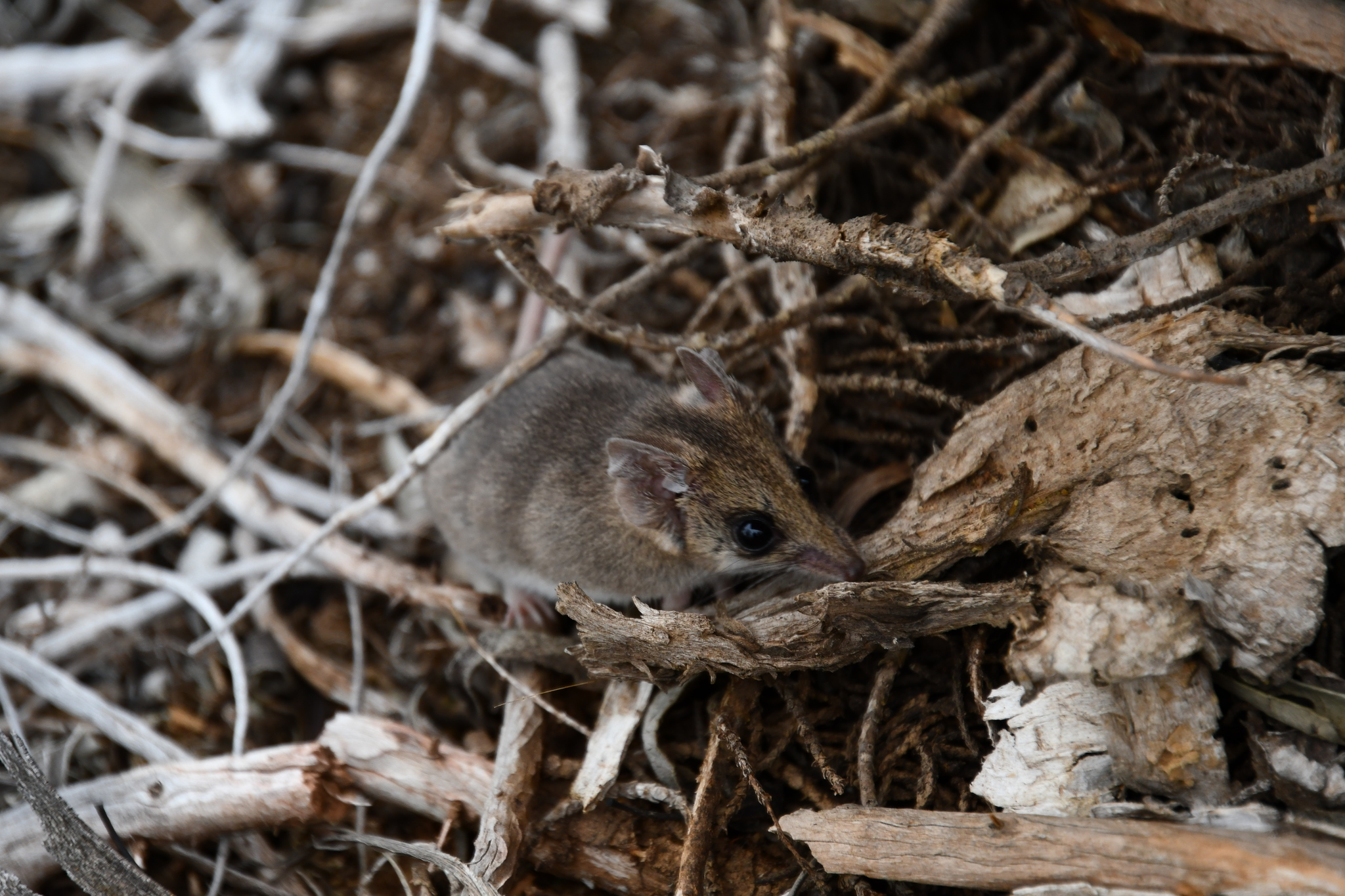